# 佩姬·米歇尔
佩姬·米歇尔（英語：Peggy Michel，1949年2月2日—），生于加利福尼亚州，美国前女子网球运动员。她曾获得澳大利亚网球公开赛女子双打冠军、温布尔登网球锦标赛女子双打冠军。